# Lockheed L-188 Electra
Lockheed L-188 Electra je štirimotorno turbopropopelersko potniško letalo ameriškega proizvajalca Lockheed. Prvič je poletel leta 1957 in je bilo prvo večje ameriško turbopropelersko letalo. L-188 je imel sposobnost operiranja s sorazmerno kratkih stez in letališč z visoko nadmorsko višino. Pojav hitrejših reaktivnih letal je pomenil zaton Electre, veliko letal Electra so predelali v transportna letala. Trup L-188 je bil podlaga za mornariško patruljno letalo Lockheed P-3 Orion. Nekaj L-188 kljub starosti še vedno ostaja v uporabi.

## Tehnične specifikacije (Model 188A)
Podatki iz Lockheed Aircraft since 1913
Splošne karakteristike
- Posadka: 5
- Število sedežev: 98 potnikov
- Dolžina: 104 ft 6 in (31,85 m)
- Razpon kril: 99 ft 0 in (30,18 m)
- Višina: 32 ft 10 in (10,00 m)
- Površina kril: 1300 sq ft (120,8 m²)
- Teža praznega letala: 57400 lb (26036 kg)
- Maks. vzletna teža: 113000 lb (51256 kg)
- Pogon letala: 4 ×  turbopropi Allison 501-D13, 3750 KM (2800 kW)  vsak

 Zmogljivost 
- Maks. hitrost: 390 vozlov (448 mph, 721 km/h) na 12000 ft (3660 m)
- Potovalna hitrost: 324 vozlov (373 mph, 600 km/h)
- Doseg: 1913 nmi (2200 mi, 3540 km) z maks. tovorom, 2409 nmi, 2770 mi, 4455 km z 17500 lb (7938 kg) tovorom
- Višina leta: 32000 ft (9753 m)
- Hitrost vzpenjanja: 1970 ft/min (10 m/s)